# Колубарски окръг
Колубарският окръг (на сръбски: Колубарски округ или Kolubarski okrug) е разположен в централната част на Западна Сърбия.
Областта има население от 192 204 души, като мнозинството от тях са сърби. Административен център на окръга е град Валево, който е разположен на двата бряга на река Колубара.

## Административно деление
- Град Валево
- Община Осечина
- Община Уб
- Община Лайковац
- Община Мионица
- Община Лиг